# 277. strelska divizija (ZSSR)
277. strelska divizija (izvirno rusko 277. стрелковая дивизия; kratica 277. SD) je bila strelska divizija Rdeče armade v času druge svetovne vojne.

## Zgodovina
Divizija je bila ustanovljena avgusta 1941 v Dimitrijevu in bila uničena septembra istega leta. Ponovno so jo ustanovli januarja 1942 v Frolovu.